# کیوالیک (آلاسکا)
کیوالیک (به انگلیسی: Kiwalik) یک منطقهٔ مسکونی در ایالات متحده آمریکا است که در واقع شده‌است.